# Za'achila III
Za'achila III fue un rey zapoteca. Sucedió a Zaachila II, en 1456. Intentó recuperar Monte Albán, pero fue inútil, ya que los mixtecos contaron con el apoyo de huaves y yopes. Trasladó la capital, de Mitla, a la ciudad de Zaachila, fundada por su tío abuelo, Zaachila I. Su gobierno marcó el fin del esplendor zapoteco. Fue sucedido por Cosijoeza.
| Predecesor: Za'achila II | Rey de los Zapotecas 1454 - 1487 | Sucesor: Cosijoeza |

- Datos: Q6170715
- Multimedia: Lord 5 Reed 'Twenty Jaguars' / Q6170715